# غامبل روجرز
غامبل روجرز (بالإنجليزية: Gamble Rogers)‏ هو مغن مؤلف وعازف قيثارة أمريكي، ولد في 31 يناير 1937 في وينتر بارك، فلوريدا في الولايات المتحدة، وتوفي في 10 أكتوبر 1991 بسبب غرق.

## وصلات خارجية
- غامبل روجرز على موقع IMDb (الإنجليزية)
- غامبل روجرز على موقع ميوزك برينز (الإنجليزية)
- غامبل روجرز على موقع أول ميوزيك (الإنجليزية)
- غامبل روجرز على موقع ديسكوغز (الإنجليزية)
- غامبل روجرز على موقع قاعدة بيانات الفيلم (الإنجليزية)
- الموقع الرسمي